# پاول زیندل
پاول زیندل (انگلیسی: Paul Zindel; ۱۵ مهٔ ۱۹۳۶ – ۲۷ مارس ۲۰۰۳) نویسنده اهل ایالات متحده آمریکا بود.
وی همچنین برندهٔ جوایزی همچون جایزه پولیتزر برای نمایش‌نامه شده‌است.

## زندگی و حرفه
پاول زیندل در سال ۱۹۳۶ در شهر نیویورک به دنیا آمد. اولین اثر نمایشی خود را زمانی نوشت که هنوز تحصیلات دبیرستانی‌اش را به پایان نرسانده بود. در دانشگاه شیمی خواند و بعدها، در کار نویسندگی، استفاده‌های فراوانی از آموخته‌های تحصیلی خود کرد. پل زیندل در بیشتر آثار خود، بر شکاف میان نسل‌های متفاوت تمرکز کرده است. او با خلق موقعیت‌هایی که در آنها معمولا تعارض میان فرزندان و والدین با شدت بیشتری رخ می‌نماید، نشان می‌دهد که چگونه نحوه تربیت متفاوت، از انسان‌ها موجوداتی بیگانه با یکدیگر می‌سازد. او در نوجوانی به نوشتن نمایشنامه ادامه داد، اما در دانشکده در رشته شیمی تحصیل کرد. حین تحصیل یک دوره نویسندگی خلاق را زیر نظر ادوارد آلبی گذراند. زیندل ده سال بعد را به عنوان معلم شیمی و فیزیک در یک دبیرستان گذراند.
او با خلق نزدیک به پنجاه اثر، جایگاهی ویژه در میان درام‌نویسان قرن بیستم دارد. برجسته‌ترین ویژگی در آثار او، وجود مفاهیمی ملموس از زندگی شخصی‌اش است. یکی از ویژگی‌های پررنگ آثار زیندل، وجود جنبه‌های علمی فراوان در آنهاست. دلیل این امر آن است که او با وجود اینکه علاقه زیادی به ادبیات داشت، به تحصیل علوم پرداخت و همواره مجذوب علوم طبیعی بود. زیندل در مجموع ۵۳ کتاب منتشر کرد. او اغلب برای کودکان و نوجوانان می‌نوشت.

## بخشی از آثار

### نمایش‌نامه
- اثر پرتوهای گاما بر روی گل‌های همیشه‌بهار ساکنین کره ماه - ۱۹۶۴
- و خانم ریردن کمی می نوشد - ۱۹۶۷
- بگذار زمزمه تو را بشنوم - ۱۹۶۹
- طلسم در برابر نیروهای اژدها - ۱۹۸۹

### رمان
- پیگمن - ۱۹۶۸
- میراث پیگمن - ۱۹۸۱
- من و مرشدم - ۱۹۹۲

### فیلمنامه
- عاشقان ماریا - ۱۹۸۴
- قطار افسارگسیخته - ۱۹۸۵
- آلیس در سرزمین عجایب - ۱۹۸۵
- بچه‌ها در شهر اسباب‌بازی - ۱۹۸۶
- یک یانکی اهل کنتیکت در دربار شاه آرتور - ۱۹۸۹